# Hedvábí (novela)
Hedvábí (Seta, 1996) je novela[zdroj⁠?!] italského spisovatele Alessandra Baricca. Vypráví o francouzském pašerákovi vajíček bource morušového Hervé Joncourovi a jeho ženě Hélène. Příběh se odehrává v letech 1861 až 1874 ve francouzské vesnici Lavilledieu a v Japonsku na čtyřech obchodních cestách. Novela vyšla česky v roce 2004 v nakladatelství Eminent v překladu Alice Flemrové. Sochař Olbram Zoubek o knize napsal: „Je to krásný milostný příběh, který (…) okouzluje svým lyrickým jazykem“. Novela již byla přeložena do více než třiceti jazyků.

## Děj
Hervé Joncour, syn starosty v Lavilledieu, si buduje kariéru u vojska. Do toho však vstoupí obchodník s hedvábím, podivín a vášnivý hráč kulečníku Baldabiou, který Hervého přesvědčí, aby pracoval pro něho. Hervé Joncour od té doby dovážel vajíčka borce morušového ze Sýrie a z Egypta. Na cestu odjížděl začátkem ledna, domů se vracel pravidelně začátkem dubna, vajíčka prodal a zbytek roku odpočíval. Žil se svou ženou Hélène v bezdětném manželství. Roku 1861, kdy mu bylo 32 let, však postihla bource z blízkého východu virová nákaza a on se pro vajíčka vypravil až do Japonska a to již 6. října. Zde obchodoval s překupníkem jménem Hara Kei. Seznámil se však také s jeho družkou, se kterou však nikdy nepromluvil, ona mu však o rok později při jeho druhé cestě do Japonska předala krátký vzkaz v japonštině. Po návratu do Francie si ho Hervé nechal přeložit od Madame Blanche v nevěstinci v Nîmes. Na lístku stálo: „Vraťte se, nebo zemřu.“ Při své třetí cestě do Japonska však Hervé s dívkou opět nepromluvil a při čtvrté, poslední cestě, kterou podnikl již za války a na vlastní pěst najde vesnici Hara Kei vypálenou a jeho v horách na pochodu. Při tomto setkání se však stalo neštěstí a Hara Kei prohlásil, že se již nemá nikdy vracet. Domů se vrátil ten rok pozdě a housenky bource se již cestou vylíhly a tudíž ztratily cenu. Šest měsíců po návratu mu však přišel poštou dlouhý dopis v japonštině. Hervé si ho nechal opět od Madame Blanche přeložit a zjistil, že to je vášnivý milostný dopis. V roce 1871 se z vesnice odstěhoval Baldabiou a o tři roky později zemřela Hélène. Hervé Joncour pak přišel na to, že onen dlouhý dopis mu napsala ona. Poslední, 65. z krátkých kapitol pak nastíní zbylých 23 let Joncourova poklidného života.

## Hlavní postavy
- Hervé Joncour – dovozce, obchodník a pašerák s vajíčky bource morušového
- Hélène Joncour – jeho žena
- Baldabiou – obchodník s hedvábím
- Hara Kei – japonský magnát
- Madame Blanche – madam v nevěstinci, Japonka

## Filmové zpracování
Režisér John Madden plánoval zfilmování Hedvábí, to se ale neuskutečnilo a příběh byl zfilmován a do kin uveden jako Silk (česky Hedvábná cesta) v září roku 2007 režisérem Françoisem Girardem s Michaelem Pittem a Keirou Knightley v hlavních rolích.

## Česká vydání
- Hedvábí, překlad Alice Flemrová, Eminent, 102 stran, 2004, ISBN 80-7281-182-7